# Prête à tout
Pour les articles homonymes, voir To Die For.
Pour plus de détails, voir Fiche technique et Distribution.
Prête à tout (To Die For) est un film britannico-américain de Gus Van Sant sorti en 1995 et adapté du roman éponyme de Joyce Maynard, lui-même inspiré d'un fait divers : l'affaire Pamela Smart (en). Il raconte l'histoire d'une jeune femme tellement obsédée par son envie de devenir une célébrité télévisuelle qu'elle manipule un jeune garçon dont elle fait son amant pour qu'il assassine son mari.
C'est le premier film de commande de Gus Van Sant qui, jusqu'alors dans le circuit des cinéastes indépendants américains, fait son entrée dans le monde des cinéastes hollywoodiens. C'est aussi le premier rôle d'importance de l'actrice principale du film, Nicole Kidman qui, grâce à ce film, s'impose comme une grande actrice, gagnant notamment un Golden Globe pour son interprétation.

## Synopsis
La belle Suzanne Stone est une jeune femme qui ne cache pas son ambition débordante : elle veut percer dans le milieu de la télé. Présentatrice de la météo sur une petite chaîne régionale, elle rêve de devenir une grande reporter. Quitte à se débarrasser de tous ceux qui pourraient lui mettre des bâtons dans les roues, à commencer par son propre mari. Pour cela, elle demande à trois adolescents de l'aider dans sa tâche diabolique.

## Fiche technique
- Titre original : To Die For
- Réalisation : Gus Van Sant
- Scénario : Buck Henry d'après le roman To Die For de Joyce Maynard, Dutton Books, Boston, janvier 1992, 304 pp,  (ISBN 978-0525933960)
- Direction artistique : Vlasta Svoboda
- Décors : Missy Stewart
- Costumes : Beatrix Aruna Pasztor
- Photographie : Eric Alan Edwards
- Montage : Curtiss Clayton
- Musique : Danny Elfman
- Production : Laura Ziskin
- Distribution : Columbia Pictures
- Budget : 20 000 000 $ (estimation)
- Pays de production : États-Unis
- Langue : anglais
- Format : Couleur - 1,85 : 1 - 35 mm
- Durée : 106 minutes
- Date de sortie : 6 décembre 1995

## Distribution
- Nicole Kidman (VF : Stéphanie Murat) : Suzanne Stone Maretto
- Matt Dillon (VF : Maurice Decoster) : Larry Maretto, le mari
- Joaquin Phoenix (VF : Mathias Kozlowski) : Jimmy Emmett
- Alison Folland (VF : Barbara Delsol) : Lydia Mertz
- Casey Affleck : Russel Hines
- Buck Henry (VF : Roger Crouzet) : M. H. Finlaysson, le directeur de l'école
- Dan Hedaya (VF : Michel Fortin) : Joe Maretto, le père de Larry
- Maria Tucci : Angela Maretto, la mère de Larry
- Illeana Douglas (VF : Déborah Perret) : Janice Maretto, la sœur de Larry
- Kurtwood Smith (VF : Patrick Messe) : Earl Stone, le père de Suzanne
- Holland Taylor : Carol Stone, la mère de Suzanne
- Susan Traylor : Faye Stone, la sœur de Suzanne
- Wayne Knight (VF : Patrick Préjean) : Ed Grant, co-directeur de WWEN, la TV locale
- Gerry Quigley : George, co-directeur de WWEN, la TV locale
- Tim Hopper : Mike Warden
- Michael Rispoli : Ben DeLuca
- Tom Forrester : un pêcheur
- Alan Edward Lewis : un pêcheur
- Nadine MacKinnon : la femme sexy
- David Cronenberg (VF : Gérard Rinaldi) : le tueur à gages
- George Segal : le conférencier dragueur
- Joyce Maynard : l'avocate
- Rain Phoenix : (non créditée) la joueuse de tambourin dans le groupe de Larry Maretto
- Misha : Walter, le chien de Suzanne

## Production

### Projet et scénario
Après l'échec public et critique de son film Even Cowgirls Get the Blues sorti en 1993, Gus van Sant met pour la première fois en chantier ce qui est l'un de ses projets les plus lourds en termes de production : une biographie d'Harvey Milk, homme politique homosexuel assassiné en 1978 à San Francisco. Il développe le projet pour la Warner Bros. en collaboration avec Oliver Stone mais après plusieurs mois de travail, il n'arrive pas à se mettre d'accord sur un scénario avec Oliver Stone et la production. Le projet est abandonné plusieurs années,.
Gus Van Sant ressent alors le besoin de faire un nouveau film rapidement. Il accepte la commande que lui propose Columbia Pictures : adapter le roman Prête à tout (To Die For) de Joyce Maynard, lui-même inspiré d'un fait divers célèbre aux États-Unis : l'affaire Pamela Smart (en). C'est le premier film de Gus Van Sant basé sur un fait divers (même s'il s'inspire du livre où les noms des personnages ont été changés et rajoute des éléments de fiction) ; les films basés sur des événements réels, même s'ils sont vus à travers plusieurs filtres et réécrits, formeront une forte proportion de son œuvre. Pamela Smart était une jeune femme qui avait séduit un adolescent de 15 ans afin qu'il assassine son mari. L'affaire, mêlant les chefs d'inculpation de détournement de mineur et d'assassinat, a été très médiatisée aux États-Unis où elle a occasionné le premier procès intégralement retransmis à la télévision. Dans son livre, Joyce Maynard (qui fait un caméo dans le film dans le rôle de l'avocate) change le nom des personnages (Pamela Smart devient Suzanne Stone), invente à l'héroïne un emploi de présentatrice météo et fait de la médiatisation de son affaire « le véritable projet de vie du personnage, l'apothéose d'un programme d'existence dont la maxime est la suivante : "En Amérique, on est rien si on ne passe pas à la télé." »
Il s'agit aussi du premier film de Gus Van Sant avec un budget important réalisé pour un grand studio. C'est sa première comédie satirique, le premier film où il cherche à montrer qu'après ses premiers films appartenant au cinéma d'auteur il est capable de réaliser des films d'une manière classique pour un public large et donc de devenir un réalisateur hollywoodien.

### Casting
Après le forfait de Meg Ryan qui devait initialement jouer le personnage, Nicole Kidman a appelé Gus Van Sant en lui disant qu'elle était « destinée » à jouer le rôle de Suzanne Stone. À cette époque, Nicole Kidman est une vedette reconnue, d'une part parce qu'elle est la compagne de Tom Cruise, d'autre part grâce à ses premiers rôles dans des productions importantes. Mais il lui manque encore d'être reconnue comme une grande actrice. Elle va pouvoir « déployer toutes ses capacités » dans ce film. Il a déclaré qu'elle avait beaucoup travaillé pour développer le personnage. Elle a notamment passé trois jours entiers enfermée dans une chambre d'hôtel avec son mari Tom Cruise, la télévision allumée en permanence, pour se préparer, découvrant ainsi l'univers des talk shows et l'aspect « hypnotique » de la télévision.

## Analyse

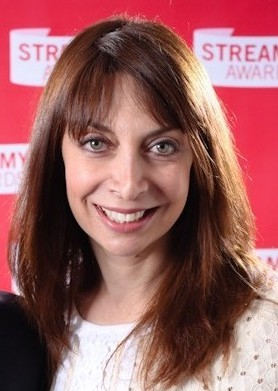
Illeana Douglas qui incarne Janice, la belle-sœur de Suzanne Stone.

Suzanne Stone est un personnage très particulier parmi ceux des films de Gus van Sant : elle n'est taraudée par aucun questionnement. Alors que les personnages des autres films de cet auteur se demandent souvent d'où ils viennent et qui ils sont, elle jouit de la certitude de savoir qui elle est et ce qu'elle veut faire : devenir une grande journaliste de télévision. Le film montre, en flash-back, d'où lui vient cette obsession : filmée enfant par son père, elle a développé une fascination narcissique pour son image qu'elle ne cesse de vouloir reproduire. Suzanne Stone avance vers son but « comme un bulldozer », son unique préoccupation étant « d'achever la construction d'elle-même selon l'idée qu'elle s'en fait. » Elle est le concentré de ce que Stéphane Bouquet et Jean-Marc Lalanne nomment une « poupée robotique », un type de personnage qu'on retrouve régulièrement dans l'œuvre de Gus Van Sant. Elle parle de manière mécanique, avec des formules de politesse artificielles ou emploie un langage politiquement correct (« ethniquement marqué » à la place de « noir », par exemple). Suzanne est une « psychopathe », incapable de comprendre les rapports sociaux, tellement obsédée par sa réussite qu'elle n'a qu'une vision déformée de la réalité. La scène de son arrestation ressemble à la fin de Boulevard du crépuscule dans lequel l'héroïne descend un escalier en se croyant redevenue une star alors que ceux qui la filment ne voient en elle qu'une actrice d'une époque révolue qui vient d'abattre quelqu'un. Suzanne n'est pas très intelligente et doit avant tout son ascension à sa volonté et sa détermination. Ce qui en fait néanmoins un « personnage d'exception » est l'immense énergie qu'elle déploie pour atteindre son but : « une poupée américaine certes, mais totalement psychopathe et donc tout à fait passionnante. »
Il est possible de voir la volonté de réussite qui anime Suzanne comme une manière de réaliser des désirs inconscients. En effet, la nécessité de tuer son mari pour réussir n'est pas absolue : elle pourrait l'épargner. Elle le tue donc peut-être simplement par désir de commettre un meurtre, désir qu'elle cache sous son obsession affichée. De même lorsque le jeune Jimmy, qui a été arrêté pour le meurtre de Larry Maretto, dit à la police combien de fois il a fait l'amour avec Suzanne, le spectateur découvre que ce nombre est bien plus élevé que le film ne le lui a laissé croire. L'obsession de Suzanne pour la célébrité est peut-être en fait une manière de prendre du plaisir à la transgression, le prétexte à tuer ou à tromper son mari avec un mineur.
Janice, la belle-sœur de l'héroïne, et Lydia, l'adolescente mal dans sa peau qui fait partie du trio que filme Suzanne, sont des exemples de l'autre type de personnage féminin qui se trouve dans l'œuvre de Gus Van Sant : la fille marginale. L'adolescente voit Suzanne comme l'incarnation de la « féminité accomplie », féminité et capacité à créer du désir dont elle se sent dépourvue. Janice est l'opposé de Suzanne : intelligente et lucide, elle saura atteindre ses buts (elle intègre la troupe de Holiday on Ice) mais elle semble privée de la possibilité de créer du désir sexuel.

## Accueil

### Prix
- 1996 : Golden Globe de la meilleure actrice dans un film musical ou une comédie pour Nicole Kidman[7]